# Baix saxó neerlandès

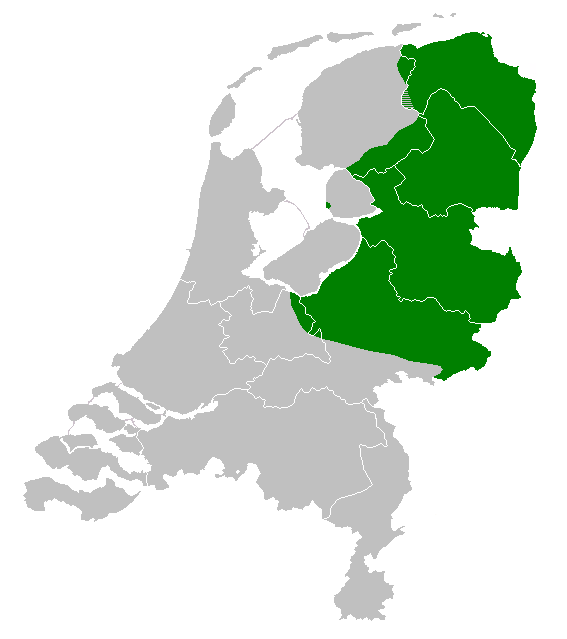
Zones on es parla baix saxó neerlandès

Distribució dels dialectes del baix alemany

El baix saxó neerlandès (Saksisch, Nedersaksisch) és un grup dialectal del baix alemany occidental que és usat al nord-est dels Països Baixos. La classificació del baix saxó neerlandès no és unànime. Des d'un punt de vista diacrònic, els dialectes del baix saxó neerlandès no són més que els dialectes del baix alemany originaris de zones dels Països Baixos (en contraposició a les zones del nord d'Alemanya o Dinamarca). Des d'un punt de vista estrictament sincrònic, però, alguns lingüistes el classifiquen com una varietat de neerlandès. Algunes formes d'aquest grup tenen similituds amb el westfalià, un dialecte baix alemany occidental parlat a Alemanya.

## Dialectes
El baix saxó neerlandès comprèn les següents formes (qualsevol dels idiomes que es consideren per separat en la norma ISO 639-3):
- Westerkertiers
  - Pompsters
  - Kölmerlands
  - Middaglands
  - Midden-Westerkertiers
  - Zuud-Westerkertiers
- Grunnegs i Noord-Drèents
  - Hoogelaandsters
  - Stadsgrunnegs
  - Westerwoolds
  - Veenkelonioals
  - Oldambtsters
- Stellingwarfs
- Midden-Drèents
- Zuud-Drèents
- Tweants
- Tweants-Groafschops
- Gelders-Oaveriessels
  - Achterhooks
  - Sallaans
  - Urkers
- Veluws
  - Oost-Veluws
  - West-Veluws

La majoria de les varietats pertanyen al grup de baix saxó occidental. El grunnegs és tan diferent de la resta de les varietats del baix saxó neerlandès que poden ser tractats per separat. Tweants i Achterhooks pertanyen al grup de dialectes de Westfàlia. La resta, Drèents, Stellingwarfs, Sallaans, Urkers i Veluwse, poden ser classificats en la seva pròpia divisió, ja que constitueixen el grup més occidental dels dialectes del baix saxó, considerablement afectats pel neerlandès. Urkers i West-Veluws són tan fortament holandificats que alguns els classifiquen com a baix fràncic i no pas com a baix alemany.

## Influència neerlandesa
Molts d'aquests dialectes s'han vist afectats per l'expansió de l'holandès del segle xvii. Tots ells són lèxicament dependents del neerlandès en lloc d'alemany per als neologismes. Pel que a l'escriptura, s'utilitza una ortografia de base neerlandesa.
plural unificat en -en en lloc de-t
Es troba en West-Veluwse i Urkers i clarament es va produir per influència del neerlandès, des d'un plural unificat en -t dels verbs comú al baix alemany. Aquests dialectes tenen wiej warken en lloc de wiej warkt per a "treballem". Aquesta característica també es troba, sorprenentment, en Stellingwarfs i Grunnegs, però aquí aquesta característica es creu que prové del frisó en comptes de l'holandès (el Stellingwerven han estat frisó durant segles i Groningen era una zona de parla frisona a l'edat mitjana). El frisó modern té -i aquí, -en pot ser una mena de forma intermèdia entre -t i -e. Aquest plural unificat pren la forma -et més que en el dialecte d'Achterhooks de Winterswijk.
diversos canvis de vocal llarga
Veluws, Sallaans, Stellingwarfs i Drèents han experimentat una mutació al dialecte holandès quan va augmentar en prestigi durant el segle xvii. La ee [e:] es transformà en [i:], la oo [o:] en oe [u:] i la oe [o:] en uu [i:]. Compareu aquestes parelles Tweants i Sallaans parelles: deer - dier ("animal"), good - goed ("bo"); hoes - huus ("casa"). Sorprenentment, en molts dialectes, el so d'oe s'ha conservat en algunes paraules, mentre que ha mutat a uu en d'altres. Com a resultat, en Sallaans "huis" (casa) es tradueix com huus però "muis" (ratolí) en "moes" (com en Tweants).
la pèrdua de la paraula du "thou"
El neerlandès ha perdut la paraula gamma "thou" des de fa molt de temps i la va substituir per jij, originalment un pronom personal per a la segona persona plural. En molts dialectes del baix saxó neerlandès, va passar el mateix. La gamma isoglossa - ie/ ieje/ij funciona sorprenentment prop de la frontera neerlandesa, excepte a Groningen, on s'entra en el territori neerlandès amb una venjança (en tota la província, aquesta paraula és coneguda). A Twente, que està present als pobles més orientals de Denekamp i Oldenzaal, a l'Achterhoek (Gelderland), dou és present a Winterswijk i Groenlo.